# Georges Casanova
Pour les articles homonymes, voir Casanova (homonymie).
Georges Casanova (26 juillet 1890 à Alger – 20 février 1932 à Alger) est un escrimeur français maniant l'épée.

## Carrière
Georges Casanova participe aux épreuves individuelle et collective d'épée lors des Jeux olympiques d'été de 1920 à Anvers. Il décroche une médaille de bronze lors de l'épreuve par équipes et termine cinquième de l'épreuve individuelle.